# Гапонівка
Гапо́нівка — село в Україні, у Краснопільській селищній громаді Сумського району Сумської області. Населення становить 2 осіб. До 2016 орган місцевого самоврядування — Чернеччинська сільська рада.

## Географія
Село Гапонівка розташоване на правому березі річки Боромля, вище за течією на відстані 2 км розташоване село Ясенок, нижче за течією на відстані 2 км розташоване село Жигайлівка.

## Історія
- 1720 - дата заснування[1]
- Село постраждало внаслідок геноциду українського народу, проведеного урядом СССР 1923—1933 та 1946–1947 роках.
- 12 червня 2020 року, відповідно до розпорядження Кабінету Міністрів України № 723-р «Про визначення адміністративних центрів та затвердження територій територіальних громад Сумської області», село увійшло до складу Краснопільської селищної громади[2].
- 19 липня 2020 року, в результаті адміністративно-територіальної реформи та ліквідації Краснопільського району, увійшло до складу новоутвореного Сумського району[3].

## Відомі люди
- Попов Дем'ян Володимирович — український, радянський, російський і козацький лікар-гомеопат, засновник Київської гомеопатичної школи.